# Renzo e Lucia - Storia d'amore di un uomo d'onore
Renzo e Lucia - Storia d'amore di un uomo d'onore o semplicemente Renzo e Lucia, intitolato anche Un amore impossibile nelle riproposizioni in alcune emittenti locali (Cosecharás tu siembra, ovvero "Raccoglierai quanto hai seminato") è una telenovela argentina del 1991, con protagonisti l'attrice argentina Luisa Kuliok e l'attore uruguayano Osvaldo Laport.
La serie, che consta di 120 puntate della durata di 50 minuti ciascuna, venne trasmessa per la prima volta in Italia su Rete 4 dal dicembre del 1992 al giugno del 1993. Nel 2014 la telenovela è stata trasmessa su Vero Capri, mentre nel 2017 è trasmessa da Canale 77 in Rosa.
Nella versione italiana, i nomi originali dei due protagonisti, Luca e Giuliana, furono cambiati in Renzo e Lucia, con un voluto paragone con i due omonimi innamorati de I promessi sposi di Alessandro Manzoni. Della protagonista femminile è stato inoltre cambiato anche il cognome: da Spadaro a Nicosia.

## Trama
La trama è incentrata sulla contrastata storia d'amore tra Lucia Nicosia (Luisa Kuliok), figlia di un mafioso, e Renzo Vanzini (Osvaldo Laport).
L'antefatto delle vicende si svolge nel 1910 in Sicilia: Ettore Vanzini - un contadino affiliato al potente boss Don Carmine Nicosia (Lautaro Murúa) - è rimasto impotente dopo una sparatoria per proteggere lo stesso Don Carmine. Per tutelare il proprio onore agli occhi degli altri, decide lo stesso di avere un figlio sino a trovare l'occasione propizia: dopo averli conosciuti ed essersi finto loro protettore, Ettore Vanzini uccide su commissione e autorizzazione del suo capo, un giovane agricoltore (interpretato sempre da Osvaldo Laport) e la moglie, facendo un piacere a se stesso, poiché dalle braccia della donna uccisa strappa infatti un neonato ancora in fasce, "regalando" così alla moglie Rosalia (Virginia Lago) quel figlio che lui non può darle.
Il bambino viene chiamato dalla madre naturale con il nome di Renzo, poco prima che avvenisse la strage, e cresce credendo i Vanzini i suoi veri genitori.
Diventato adulto, nel capoluogo siciliano, Renzo conosce al mercato Lucia, la figlia di Don Carmine, che ha la sua stessa età: tra i due scoppia la passione a prima vista.
Don Carmine, però, conoscendo la vera origine di Renzo e unico custode del segreto dell'amico Ettore Vanzini, non può approvare la frequentazione della figlia con il giovane perché sa che è un "bastardo", poiché non è stato allevato dai suoi genitori naturali e ciò comprometterebbe il proprio onore e quello della figlia.
Per risolvere il problema, promette Lucia in sposa allo scapestrato nipote del Vescovo, suo confessore: il conte Nicola Scotti di Velletra (Jorge Marrale), un giovane di famiglia aristocratica ma in crisi finanziaria e che accetta di sposare Lucia solo per ottenerne la proficua dote. 
Per questo motivo, l'amore appena sbocciato tra i due giovani diventa problematico, fatto di frequentazioni segrete e incontro furtivi.
La vita dello stesso Renzo è minacciata dal clan dei Nicosia, e il giovane Vanzini decide di fuggire assieme all'amata, ma viene scoperto dagli uomini del boss, con l'ordine di ucciderlo, e scampato con gran fortuna alla morte, è così costretto a imbarcarsi su una nave diretta a Buenos Aires, e fingersi morto suicida per scampare alla vendetta di Don Carmine. 
Renzo, venuto a conoscenza del matrimonio di Lucia, si sente profondamente tradito e si rifà una nuova vita nella capitale argentina, dove assume il nome di Riccardo Franchi, uno sfortunato suicida conosciuto durante il viaggio in nave, e si sposa con Angelica Brasco (Rita Terranova), una fanciulla sedotta e abbandonata anch'essa fuggita da Palermo, crescendo la figlia di quest'ultima come il suo vero padre.
Temendo che Don Carmine possa scoprire che Renzo sia vivo e che lo voglia uccidere, Ettore Vanzini, nel frattempo, decide di non far più tornare il figlio in Sicilia, e prepara una segreta cospirazione assumendo alcuni uomini d'onore al suo servizio con l'intento di spodestare Don Carmine dal ruolo di boss più potente dell'intera isola.
Lucia, nel frattempo, viene a conoscenza della morte di Renzo e senza conoscere la verità desidera uccidersi per il dolore. Ma quando scopre di essere rimasta incinta di Renzo, decide allora di continuare a vivere per proteggere il figlio che porta in grembo facendo credere alla sua famiglia che il padre sia Nicola, così da permettere al piccolo di vivere. Nicola dal canto suo, si dichiara disposto a crescere il figlio di Renzo come se fosse suo pur di non far annullare quell'utile matrimonio di convenienza.
Trascorrono alcuni anni, e anche Lucia si trasferisce, assieme al marito, diventato console, a Buenos Aires. Lì, quasi per caso, rivede Renzo, benché si faccia chiamare Riccardo Franchi e finga di non conoscerla. Dopo un chiarimento, fra i due si riaccende la passione.
Nel frattempo, Rosalia riceve la visita di una donna misteriosa di nome Assunta Bonanno, che cerca notizie di suo nipote: un bimbo scomparso nel giorno della sua nascita dopo che il fratello e la cognata furono misteriosamente assassinati a colpi di arma da fuoco.
Andando a chiedere spiegazioni a Don Carmine, questi gli svela tutta la verità sui tristi eventi legati alla nascita di Renzo, e per questo, assieme ad Assunta, parte per l'America Latina con l'intento di raccontare la verità a suo figlio, ma dopo essersi ricongiunta con l'amato Renzo, né lei né Assunta trovano la forza di raccontargli la verità.
Il lieto fine è tuttavia ancora lontano: tornata in Sicilia, Lucia deve affrontare nuove sventure. Il padre, Don Carmine, muore colto d'infarto alla notizia del riavvicinamento tra lei e il "redivivo" Renzo. Lucia e la sua famiglia sono ora vincolati dal testamento del patriarca della famiglia, che ha inserito una clausola secondo la quale se Lucia dovesse divorziare da Nicola prima di un anno, tutto il patrimonio di famiglia andrebbe a Salvatore Turturro (Raúl Rizzo), il fedelissimo uomo di fiducia di Don Carmine, ed è per questo costretta a sottomettersi alla violenza sessuale da parte del marito Nicola che, scoperto l'adulterio della moglie, la minaccia di chiedere subito il divorzio e di portarle via il figlio Michele, lasciando così la famiglia Nicosia nella miseria.
Intanto Ettore Vanzini, ricattato da Salvatore, venuto a conoscenza del suo "segreto" che lo priverebbe dell'onore, è costretto a scappare negli Stati Uniti d'America, permettendo a Salvatore di fare in modo che Vittorio Nicosia, figlio di Don Carmine, venga eletto nuovo capo della mafia, benché lo stesso Salvatore trami occultamente contro di lui per prendere il suo posto.
La trappola sta infatti per scattare: Nicola si accorda segretamente con Salvatore, nei termini per i quali, in cambio del divorzio che porterebbe l'intero patrimonio nelle mani di Salvatore, egli pretende la metà dello stesso, ma la losca trama viene sventata da Vittorio Nicosia, fratello di Lucia, che uccide Nicola per vendicare l'onore della sorella, ma non riesce ad eliminare il perfido Salvatore, che riesce a fuggire.
Nel frattempo Renzo, sotto l'identità di Riccardo Franchi, saputo della fine di Don Carmine, decide di tornare in Sicilia per riabbracciare quelli che crede i suoi veri genitori, ma non sa che Riccardo Franchi aveva disertato il servizio militare e appena arrivato in Italia viene arrestato dai militari. Riesce comunque a ottenere un permesso e torna a Palermo, dove riabbraccia sua madre, Rosalia Vanzini, che per sfuggire alle minacce di Salvatore si era finta morta avendo dato fuoco alla casa, e attaccato al cimitero una lapide col suo nome.
Nel frattempo scoppia la Seconda guerra mondiale, e Renzo è obbligato a partire. Lucia si ricongiunge con la madre e la nipote, e si nasconde assieme a Rosalia in una casa di contadini. Salvatore denuncia Vittorio alle autorità di attività antifascista e questi viene arrestato e torturato fino alla morte; anche Lucia viene arrestata e a causa delle torture diventa cieca. Quando Salvatore, da sempre e segretamente innamorato di Lucia, riconosce la donna nella caserma, approfitta della sua cecità per ingannarla, e la porta in casa Nicosia.
Trascorrono gli anni. La guerra è finita e Angelica va alla ricerca del marito Renzo. Torna a Palermo ed entra in casa Nicosia, vede Lucia e la libera. Poco dopo, anche Renzo vi entra, attratto dal suono del pianoforte suonato da Lucia. Sperando di ritrovarvi l'amata, incontra invece Salvatore che lo tiene in ostaggio e gli racconta la verità sulla sua vera identità e sulla strage che ha portato alla morte i suoi veri genitori per mano di Ettore.
Renzo, sconvolto, scappa. Infine in casa Nicosia entra Ettore Vanzini, e scopre da Salvatore che questi ha raccontato tutto a Renzo, il quale per questo lo odia. Ettore si vendica e uccide brutalmente Salvatore, poi va al cimitero e vedendo la lapide di Rosalia, s'avvelena. Durante l'agonia incontra Renzo, gli implora pietà ma questi non vuole perdonarlo. Ettore muore, ma il suo onore è parzialmente riscattato quando si scopre che prima di morire ha assassinato Salvatore Turturro, liberando così la sua famiglia da qualsiasi pericolo residuo, di possibili rappresaglie e vendette da parte del diabolico sgherro.
Alla fine Renzo si ritrova con Lucia, con Angelica e i suoi figli, e assieme a Rosalia, alla madre e la nipote di Lucia vanno a vivere nel casale che fu dei suoi veri genitori, dove venne alla luce.
Renzo e Lucia si sposano. Pochi anni dopo Lucia è malata e rischia di morire, ma in seguito a una rischiosa gravidanza, il giorno in cui dà alla luce una bambina, le ritorna la vista.

## Sigla TV
Nella versione originale, la sigla è Caruso, cantata da Lucio Dalla, mentre nella versione italiana, la sigla è Dicitencello vuje, interpretata dai Ricchi e Poveri.